# Nancy Drew: Labyrinth of Lies
«Нэнси Дрю: Лабиринт лжи» (англ. Nancy Drew: Labyrinth of Lies) — 31-я компьютерная игра-квест в серии игр о Нэнси Дрю, выпущенная компанией Her Interactive в 2014 году. Предыдущей частью серии является «Расколотый медальон», а следующей — «Песнь тёмных вод». В основу игры легла книга из серии детективных историй Нэнси Дрю #60 «The Greek Symbol Mystery» (1981).

## Сюжет
Руководитель Культурного центра в Греции по имени Мелина Роси нанимает Нэнси Дрю помочь в подготовке главной выставки года. В её поддержку ставится театральная постановка на тему мифа о Персефоне. Однако, экспонаты загадочным образом исчезают. Неужели эти обстоятельства связаны с предстоящим в амфитеатре выступлением, или некий злодей дёргает ниточки за кулисами?